# Martin Fausel
Martin Fausel (* 1960 in Würzburg) ist ein deutscher Künstler der abstrakten Malerei.

## Leben
Martin Fausel wuchs in Würzburg auf und besuchte dort das Mozart-Gymnasium. Er studierte von 1981 bis 1986 an der Staatlichen Kunstakademie Düsseldorf bei Dieter Krieg. Seit 1986 ist Fausel freischaffender Künstler.
Fausel lebt und arbeitet in Wilhelmsdorf. Die Künstlerin Christine Fausel war seine Tante.

## Werk
Das Werk von Martin Fausel teilt sich in drei Themenbereiche auf: geometrische Bilder, Köpfe und Landschaften. Die geometrischen Bilder sind geprägt durch eine Gitterstruktur aus monochromen horizontal und vertikal gestalteten Bahnen, häufig in den Primärfarben blau und rot. Wichtig dabei ist Fausel der spontane Malakt, nicht  die konstruktive Komposition. Die Grenze zwischen Zwei- und Dreidimensionalität wird aufgehoben, ein geordneter Landschaftsraum entsteht.
Die Köpfe, die in rotbraunen und schwarzen Acryltönen auf kleinen Holzquadraten festgehalten sind, zeichnen sich durch eigenartige Linienknäuel aus. Optisch-fotografisch auf die Köpfe geschaut, sehen sie aus wie Schädel. Die Linien der Köpfe sind aber viel eher Spuren von Händen, die die Köpfe von allen Seiten begreifen und befühlen. In späteren Arbeiten wird Schicht für Schicht die Farbe aufgetragen, geometrisch abstrakte Elemente treten im Bildraum auf und lassen in feinen Schattierungen Mundöffnung oder Augenhöhle erkennen.
Fausel trägt bei seinen Landschaftsbildern hauchdünne lasierende Acryl-Farbschichten über viele Monate und Jahre übereinander. In diesem langwierigen Arbeitsprozess entsteht ein Bildraum, der über die Leinwand hinauszuweisen scheint. Das Landschaftsbild wirkt verschlüsselt, bildet keine Naturlandschaft ab und zeigt neben der sichtbaren Wirklichkeit eine unsichtbare.
Mit dem pastosen Farbauftrag zeichnen sich schlichte Formen wie Boote, Gitter oder Acker mit Furchen ab. Das Landschaftsbild entwickelt Atmosphärisches, die beim Betrachter einen meditativen Zustand auslösen. Seine Werke werden in Japan, Deutschland und Italien ausgestellt. Mit seinen zahlreichen Ausstellungen in Japan stößt Martin Fausel auf viel Resonanz. Das Transparante und die landschaftlich weiten leeren Räume seiner Malerei spielen auch in der ostasiatischen Kunst eine große Rolle.

## Ausstellungen

### Einzelausstellungen (Auswahl)
- 2025: Städtische Museum, Engen[9]
- 2025: Sparkassengalerie, Kreissparkasse Isny[10]
- 2024: Museum of Art, Nakatosa (Japan)
- 2023: Galerie im Turm, Donaueschingen[11]
- 2022: Formes Gallery, Tokio
- 2020: Galerie 21.06, Ravensburg[12]
- 2015: Sudohh Art Museum, Odawara
- 2014: Galerie Doris Hölder, Ravensburg
- 2013: Villa Barberino Meleto, Florenz
- 2013: Kunstverein Würzburg, Würzburg
- 2013: Städtische Galerie Vill, Radolfzell
- 2011: Tenri Japanisch-Deutsche Kulturwerkstatt, Köln
- 2011: Gallery Muusai, Tokio
- 2011: Sudohh Art Museum, Odawara
- 2010: Kunstraum 34, Stuttgart
- 2009: Galerie b:stile, Maihama (Japan)
- 2009: Museum Haus Kasuya, Yokosuka (Japan)
- 2009: Galerie Doris Hölder, Ravensburg
- 2008: Museum of little dreams, Yonago (Japan)
- 2007: Kunstverein Ludwigsburg, Ludwigsburg
- 2007: fine arts 2219, Stuttgart
- 2005: fine arts 2219, Stuttgart
- 2003: Kunstverein Wilhelmsdorf
- 2002: Galerie in der Lände, Kressbronn
- 2002: Kleine Galerie, Bad Waldsee
- 1997: Galerie Doris Hölder, Ravensburg
- 1995: Kreissparkasse Ravensburg, Ravensburg

### Gruppenausstellungen (Auswahl)
- 2024: National Art Centre, Jahresausstellung des Shinseisaku Kunstverein, Tokio
- 2023: Städtische Galerie Fähre, Bad Saulgau
- 2023: Prefektorium, Jahresausstellung des Kanagawa Tokyo Shinseisaku Kunstvereins, Tokio
- 2022: Shirota Gallery, Tokio
- 2021: National Art Gallery, Tokio (Auszeichnung mit dem Shinsakka Sho-Preis)
- 2021: Kyosera Museum, Kyoto
- 2021: Gallery New Shinkuro Dyna City, Odawara
- 2019: Metropolitan Art Museum, Tokio
- 2017: Inoac Ginza Namikidori Gallery, Tokio
- 2017: „Geschichtet“, jurierte Ausstellung zum Stadtjubiläum, Kunstverein Markdorf, Markdorf
- 2016: Metropolitan Art Museum, Tokio (Verleihung des Kunst-Preises des Außenministers Japan)
- 2016: Galeria 360, Florenz
- 2015: Galerie Doris Hölder, Ravensburg
- 2014: „Kunst Oberschwaben 20. Jahrhundert“, Schloss Achberg
- 2013: Städtische Galerie Villa Bosch, Radolfzell
- 2008: mit Robert Motherwell, Junji Amano; Museum of Little Dreams, Yonago
- 2008: mit Otto Coester, Noriko Hori; Museum Haus Kasuya
- 2005: Produzentengalerie Kavalierhaus, Langenargen
- 2004: Galerie Doris Hölder
- 2003: Galerie Bodenseekreis, Meersburg
- 2003: Galerie am Markt, Bad Saulgau
- 1999: "Rot-Rot-Rot", Galerie Doris Hölder, Ravensburg
- 1997: Kunstverein Friedrichshafen, Friedrichshafen
- 1996: "11 Maler", Städtische Galerie die Fähre, Saulgau